# Karijoki
Karijoki este o comună din Finlanda.